# Hausen (Niederbayern)
Hausen (ⓘ) ist eine Gemeinde  im niederbayerischen Landkreis Kelheim.

## Geographie
Es gibt 15 Gemeindeteile (in Klammern ist der Ortstyp angegeben):
- Birnbach (Einöde)
- Buch (Weiler mit Kirche)
- Dietenhofen (Kirchdorf)
- Esper (Einöde)
- Frauenwahl (Weiler mit Kirche)
- Großmuß (Kirchdorf)
- Hausen (Kirchdorf)
- Herrnwahl (Einöde)
- Herrnwahlthann (Pfarrdorf)
- Naffenhofen (Weiler)
- Saladorf (Dorf)
- Schafreut (Einöde)
- Schoissenkager (Einöde)
- Sippenau (Einöde)
- Weinberg (Einöde)

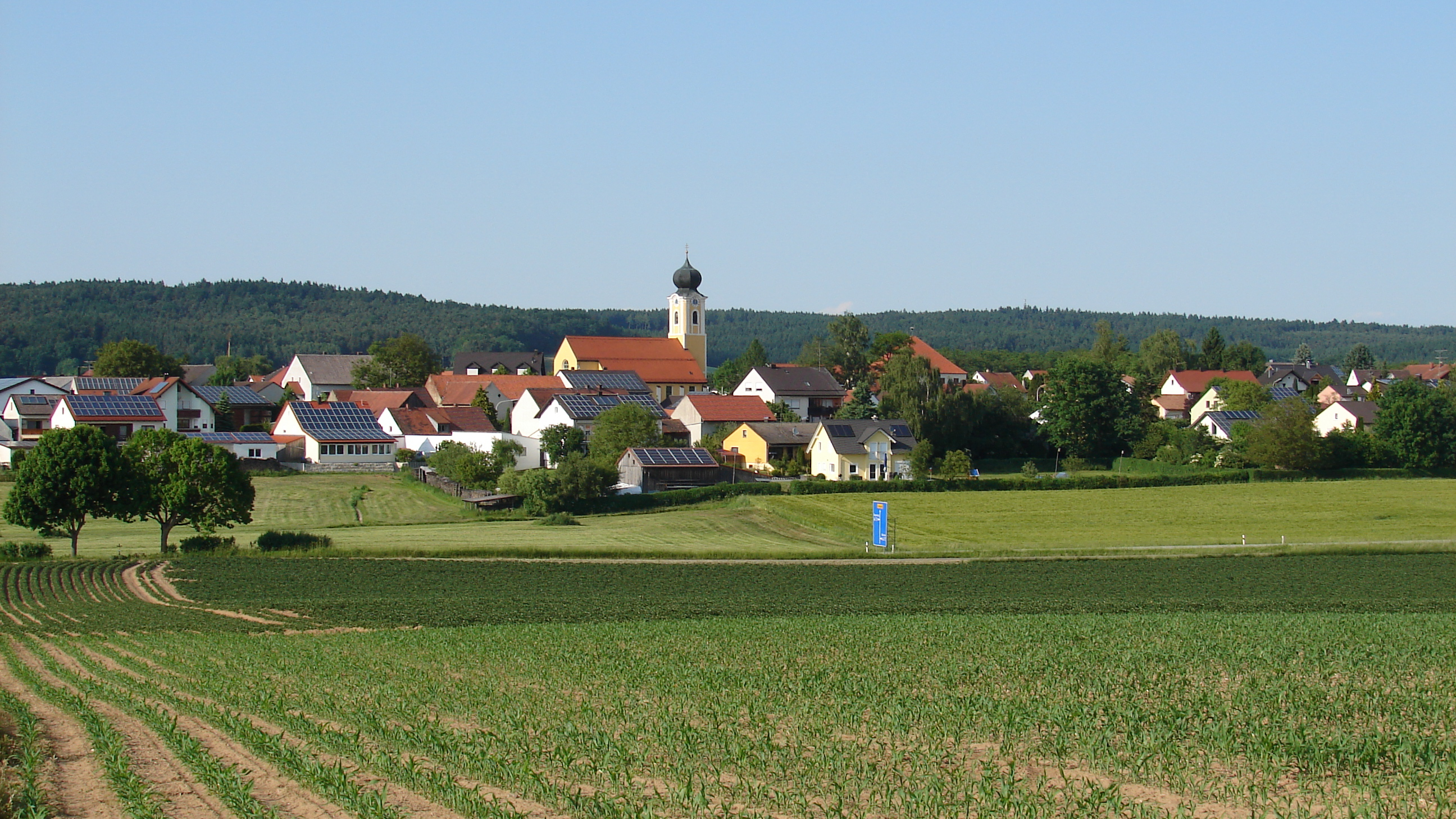
Ortsansicht von Hausen

Es gibt die Gemarkungen Großmuß, Hausen und Herrnwahlthann.

## Geschichte

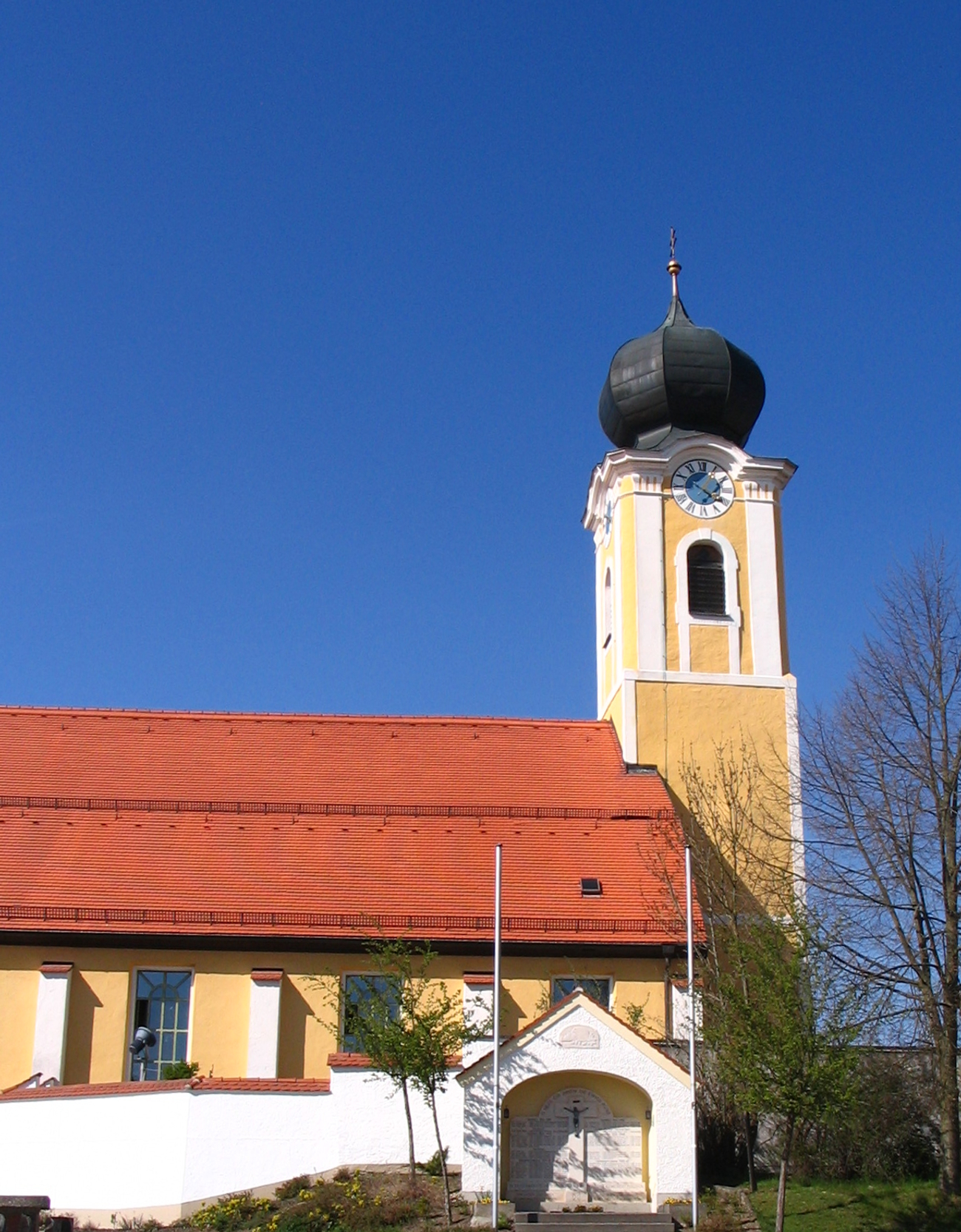
Unserer Lieben Frau

### Bis zum 19. Jahrhundert
Hausen wurde in den Traditionsbüchern von Kloster Regensburg aus den Jahren 863 bis 885 erstmals urkundlich als Husun erwähnt. Das ist der althochdeutsche Dativ von hūs und heißt ‚bei dem Haus/festen Gebäude/Verwaltungsgebäude‘.
Die Siedlung tanna monachorum, das heutige Herrnwahlthann, wurde im 9. Jahrhundert angelegt. Hausen gehörte zum Rentamt Straubing und zum Landgericht Kelheim des Kurfürstentums Bayern. Die Freiherren von Kreittmayr besaßen dort eine offene Hofmark.
Im Zuge der Verwaltungsreformen im Königreich Bayern entstand mit dem Gemeindeedikt von 1818 die Gemeinde Hausen. 1978 entstand im Zuge der Gemeindegebietsreform die heutige Großgemeinde Hausen durch Zusammenschluss mit den Gemeinden Großmuß und Herrnwahlthann (Umbenennung im Jahr 1900 aus Thann).
Am 19. April 1809 fand auf den Höhen nördlich des Ortes während des 5. Koalitionskriegs Napoleons die Schlacht bei Teugn-Hausen zwischen österreichischen und französischen Truppen statt.

### Eingemeindungen
Im Zuge der Gebietsreform in Bayern wurden am 1. Januar 1978 die Gemeinden Großmuß und Herrnwahlthann eingegliedert.

### Einwohnerentwicklung
Im Zeitraum 1988 bis 2018 stieg die Einwohnerzahl von 1710 auf 2146 um 436 Einwohner bzw. um 25,5 %.
- 1961: 1484 Einwohner
- 1970: 1582 Einwohner
- 1987: 1720 Einwohner
- 1991: 1791 Einwohner
- 1995: 1928 Einwohner
- 2000: 1966 Einwohner
- 2005: 2041 Einwohner
- 2010: 2016 Einwohner
- 2015: 2063 Einwohner

## Politik
Die Gemeinde ist Mitglied der Verwaltungsgemeinschaft Langquaid.

### Bürgermeister
Im März 2014 wurde Erwin Ranftl (Freie Wähler) als Nachfolger von Alfons Haumer jun.(Freie Wähler) zum Ersten Bürgermeister gewählt. Bei der Bürgermeisterwahl am 15. März 2020 ließ er sich nicht mehr als Kandidat aufstellen. Stattdessen wurde Johannes Brunner (Freie Wähler), der bereits seit 1. Januar 2018 stellvertretender Bürgermeister war, mit 54,9 % der Stimmen im Wahlgang zum ersten Bürgermeister gewählt. Dabei setzte er sich gegen zwei Mitbewerber durch.

### Gemeinderat
Der Gemeinderat besteht aus 14 Personen. In der Wahlperiode 2020–2026 lautet die Zusammensetzung wie folgt:
- Freie Wähler (FW): 8 Sitze
- Christlich-Soziale Union/Unabhängige Wähler (CSU/UW): 5 Sitze
- Parteilose Bürger der Gemeinde Hausen (PB): 1 Sitz

### Wappen
| Wappen von Hausen | Blasonierung: „Gespalten; vorne in Silber über einer senkrechten, wachsenden blauen Lanze ein sechsstrahliger roter Stern, hinten in Rot ein gesenktes goldenes Andreaskreuz, aus dessen Kreuzung eine silberne Tanne wächst.“ |
| Wappen von Hausen | Wappenbegründung: Die Kombination der Wappenbilder erinnert an die Zeit der Gebietsreform, als 1978 die heutige Gemeinde Hausen durch Zusammenschluss mit den Gemeinden Großmuß und Herrnwahlthann gebildet wurde. Die aus einem Andreaskreuz wachsende Tanne entspricht der Figur in dem seit 1968 von der Gemeinde Herrnwahlthann geführten Wappen. Dieses Bild wird ergänzt durch Hinweise auf die Kirchenpatrone von Hausen und Großmuß. Der Stern, ein Mariensymbol, verweist auf das Patrozinium der Pfarrkirche Unserer Lieben Frau in Hausen. Die Positionierung des Sterns rechts oben, an heraldisch wichtigster Stelle im Schild, unterstreicht die Bedeutung Hausens als namengebendem Ort der Gemeinde. Die Lanze, ein Attribut des heiligen Georg, repräsentiert die früher selbstständige Gemeinde Großmuß und deren Kirchenpatron. Dieses Wappen wird seit 1981 geführt. |

## Wirtschaft und Infrastruktur

### Wirtschaft einschließlich Land- und Forstwirtschaft
1998 gab es nach der amtlichen Statistik  im Bereich der Land- und Forstwirtschaft acht, im produzierenden Gewerbe 194 und im Bereich Handel und Verkehr fünf sozialversicherungspflichtig Beschäftigte am Arbeitsort. In sonstigen Wirtschaftsbereichen waren es 56 Personen. Sozialversicherungspflichtig Beschäftigte am Wohnort gab es 678. Im verarbeitenden Gewerbe gab es einen, im Bauhauptgewerbe neun Betriebe. Zudem bestanden im Jahr 1999 78 landwirtschaftliche Betriebe mit einer landwirtschaftlich genutzten Fläche von 1828 ha, davon waren 1658 ha Ackerfläche und 168 ha Dauergrünfläche.
Bis 2022 veränderten sich diese Zahlen zu 231 sozialversicherungspflichtig Beschäftigten am Arbeitsort im produzierenden Gewerbe, 75 in Handel, Verkehr und Gastgewerbe und 5 bei öffentlichen und privaten Dienstleistungen. Es gab keine Beschäftigten im Bereich der Land- und Forstwirtschaft. Insgesamt waren es 335 Beschäftigte am Arbeitsort, 940 am Wohnort. Es bestanden zwei Betriebe im verarbeitenden Gewerbe und acht im Bauhauptgewerbe.
2020 lag die Zahl der landwirtschaftlichen Betriebe bei 32 mit einer landwirtschaftlich genutzten Fläche von 1632 ha.

### Bildung
2014 gab es folgende Einrichtungen:
- Kindergärten: 50 Kindergartenplätze mit 73 Kindern (ab 2010 mit Kindertagesstätte)
- Volksschulen: eine mit acht Lehrern und 113 Schülern

## Persönlichkeiten
- Reinhard Michl (* 1948), Zeichner, Illustrator und Autor